# Lusaka
Lusaka és la capital de Zàmbia, de la província de Lusaka i del districte homònim, a més de la ciutat més poblada del país. Està localitzada a la part centremeridional de l'estat, en un altiplà a 1.400 metres d'altitud, sobre un altiplà a 1279 metres d'altitud. Va ser fundada com a ciutat colonial el 1905 sobre un poblat preexistent. L'any 2000 posseïa una població d'1.640.000 habitants, sent la segona major ciutat del país. Es creu que aquest cens no va ser complet, i que la població real ronda els 2 milions,. La seva àrea metropolitana ocupa uns 360 km², sent tot i això una ciutat en si petita; el districte financer no supera els 2 km². El carrer principal és Cairo Road, on hi ha diversos edificis institucionals i comercials. El carrer és en realitat el nom que rep la secció de la Gran Carretera del Nord que travessa la ciutat.
A Lusaka s'hi parlen principalment dos idiomes: l'anglès i el chichewa o nyanja. Només el primer és oficial al país.
Lusaka té un respectable nombre de comerços, mercats i basars. La ciutat ha crescut des de la seva capitalitat fins a ser una barreja entre un petit nucli colonial i una gran capital moderna.

## Història
Lusaka va ser fundada el 1905 per colons europeus en el mateix lloc on hi havia situat un poblat que rebia el nom del cap del poblat: Lusaaka, poc més que una parada del ferrocarril que enllaçava les actuals Rhodèsia i Tanzània. Poc després va rebre l'apel·latiu de ciutat jardí (en anglès:  garden city ). Llavors tenia avingudes arbrades, una vegetació extensa i acurada i cases de estil colonial. A causa de la seva localització central al país, el 1931 va reemplaçar a Livingstone com a capital de la colònia britànica de Rhodèsia del Nord. Des de llavors i fins al planejament que va ordenar la ciutat el 1952, aquesta es va desenvolupar sense control, naixent noves àrees residencials i comercials sense ordre ni qualitat, i barrejant àrees urbanes i modernes amb altres tradicionals (indígenes o foranes) i rurals. Amb la independència de Zàmbia el 1964 es va convertir en la seva capital i Lusaka va continuar creixent a gran velocitat, sent una de les ciutats que més ràpid s'han desenvolupat a la Àfrica postcolonial.
L'1 març de 1999, quatre bombes van ser detonades a Lusaka, una de les quals va destruir l'ambaixada angolesa.

## Geografia

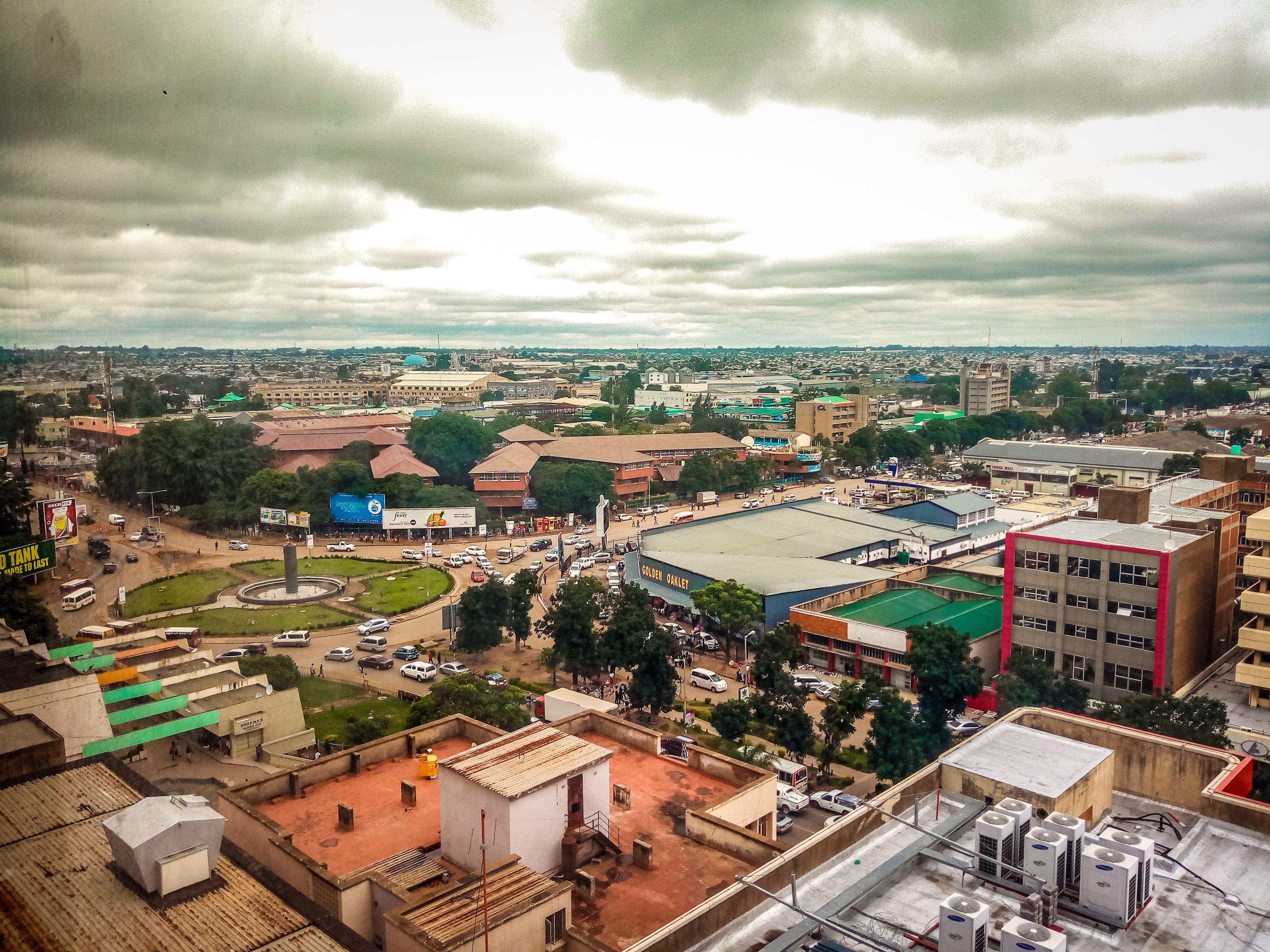
Vista de la carretera del Caire i del nord-oest de Lusaka des de l'edifici Zanaco

El territori de Zambia consisteix principalment en un altiplà, amb alguns turons i muntanyes. Lusaka es troba a l'altiplà, al centre-sud de Zàmbia a 15°25′S 28°17′E, amb una altitud de 1.280 m. Es troba 472 km al nord-est de la capital turística, Livingstone, i a 362 km de Kitwe al Copperbelt, la segona ciutat més gran de Zàmbia. Mpulungu, la ciutat més llunyana de Zàmbia de Lusaka, es troba a 1.074 km, a la vora del Llac Tanganyika. La ciutat de Lusaka coincideix amb el districte de Lusaka, i és la capital de la província de Lusaka, que és la província més petita però més poblada de Zàmbia. El districte de Lusaka limita amb el districte de Chilanga a l'oest i al sud, el districte de Kafue al sud-est i el districte de Chongwe a l'est, tot a la província de Lusaka. També limita amb el districte de Chibombo al nord.
La geologia de Lusaka es divideix entre esquists plecs i falles de profunditat desigual al nord, i pedra calcària amb marbre dolomític al sud, a una profunditat de 120 m. Aquestes roques produeixen més aigua subterrània que la roca del soterrani cristal·lina que és la més freqüent a Zàmbia. Les regions calcàries han format Carsts subterranis, en els quals s'aboquen aigües superficials, provocant una manca de grans rius. La ciutat es troba en una divisòria d'aigües, amb aigües al nord-est de la ciutat desembocant al riu Chongwe, a través dels rius Ngwerere i Chalimbana, mentre que l'oest i el sud es troben dins de la conca del riu Kafue. Tant el Chongwe com el Kafue desemboquen finalment al riu Zambezi. El sòl és predominantment litosol a la regió d'esquists i Phaeozems a la dolomita. Aquests sòls no argilosos redueixen la filtració de les aigües subterrànies abans que arribin als aqüífers.

### Paisatge urbà

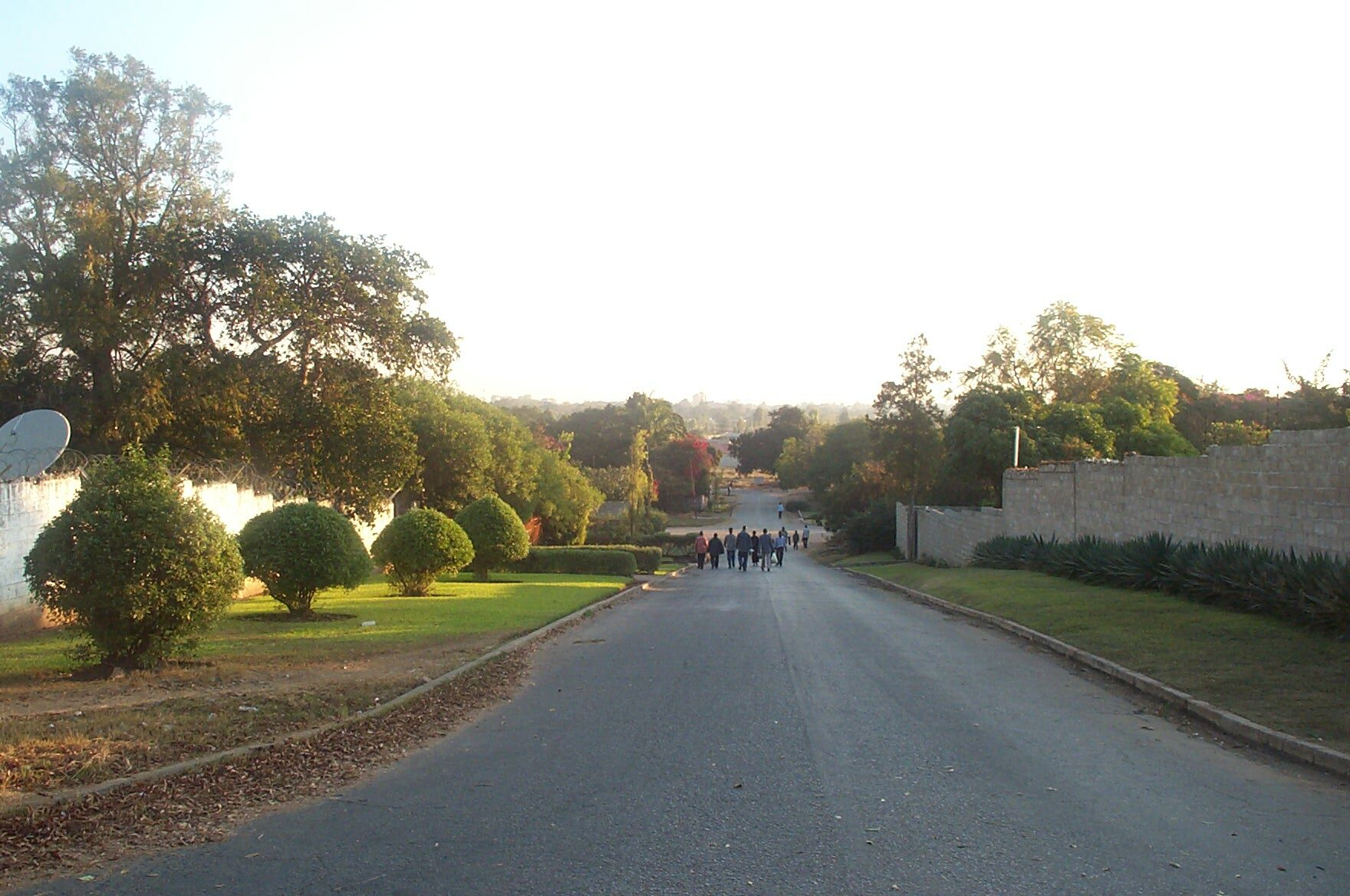
Zona residencial suburbana

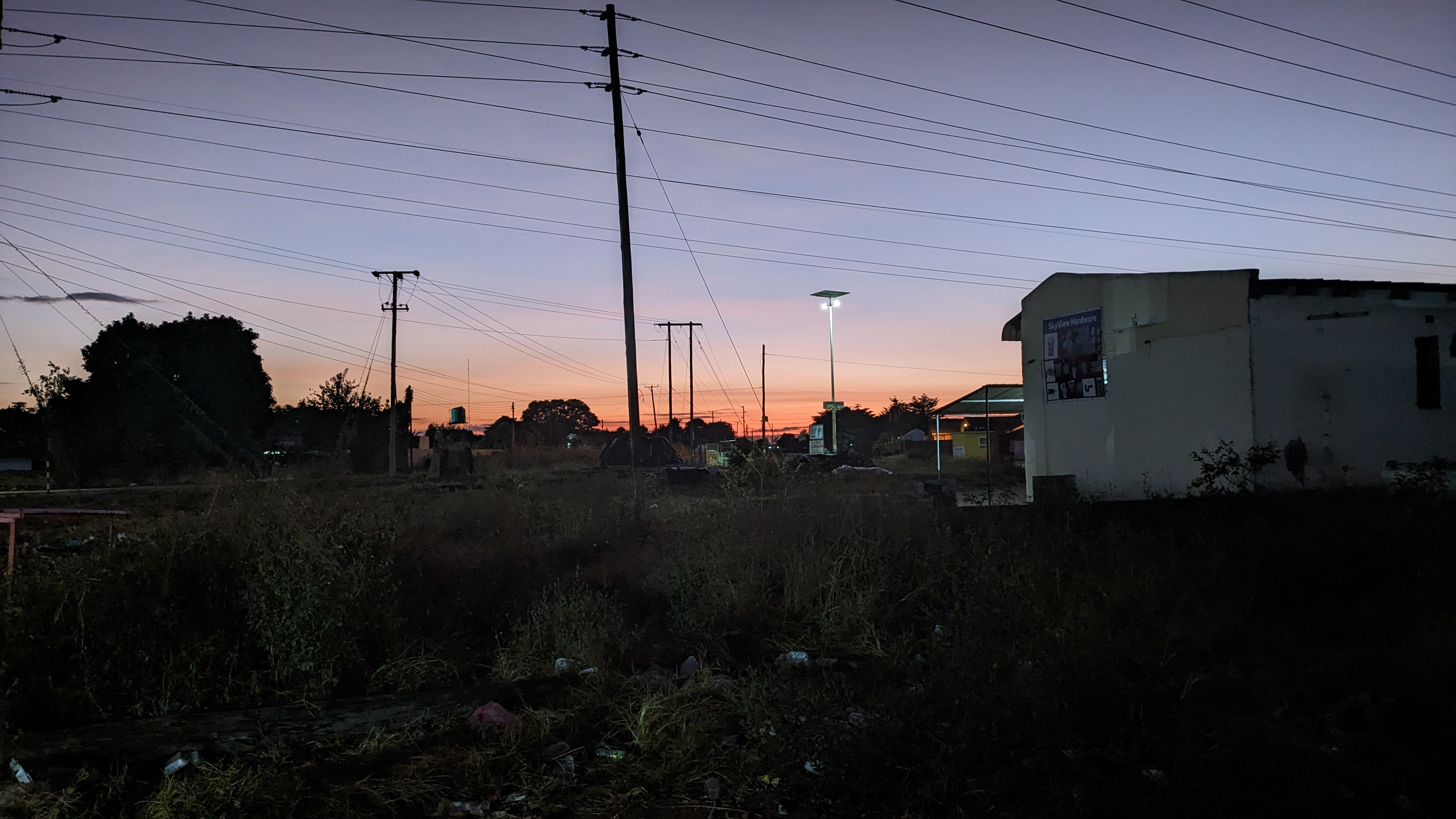
Zona residencial de Chilenje l'any 2023

El districte central de negocis (CBD) de Lusaka es troba a la zona que envolta Cairo Road, a l'oest de la línia de ferrocarrils de Zàmbia des de Livingstone fins al Copperbelt. Aquest és el lloc històric on es va fundar la ciutat colonial original a principis del segle xx. Cairo Road, una carretera de diversos carrils de nord a sud aproximadament 4 km de llarg, és l'artèria principal del CBD, que inclou edificis d'oficines, així com botigues, cafeteries i altres negocis minoristes. Tanmateix, els vehicles pesants (camions) no estan permesos a la carretera del Caire (se'ls aconsella que utilitzin la carretera Lumumba per evitar aquesta via cap a l'oest quan es desplacen cap al nord i el sud). Quatre dels cinc edificis més alts de Zàmbia es troben a Cairo Road, inclòs el més alt, el de 90 m, Findeco House de 23 plantes. Els quatre dels cinc edificis més alts situats a Cairo Road són Findeco House, Society House, Indeco House, i ZANACO House. A l'oest de Cairo Road hi ha dos mercats principals, el mercat central i el mercat de la ciutat nova.
A l'est del CBD es troba l'àrea de govern, que inclou la Casa de l'Estat i els diferents ministeris, al voltant dels barris de Cathedral Hill i Ridgeway. A l'est d'allà, al llarg de l'avinguda de la Independència, hi ha Woodlands, que és la principal zona residencial de l'elit rica de Lusaka, així com dels expatriats rics. Els suburbis rics de Makeni, Ibex Hill i Rhodes Park també es troben a l'est de la ciutat. Altres suburbis són Kalingalinga, Kamwala, Kabwata, Olympia Park, Roma, Fairview i Northmead. La majoria dels residents de Lusaka, però, viuen als barris de barraques no planificats, que es troben principalment a l'oest, sud i nord de la ciutat. Aquests són Matero, Chilenje i Libala.
Al llarg de Great East Road hi ha tres dels centres comercials més grans de Zàmbia: el centre comercial Arcades (amb aparadors a l'aire lliure), el centre comercial East Park i el centre comercial Manda Hill (botigues tancades), que va ser renovat i acull moltes botigues i restaurants internacionals. Amb vistes a Arcades hi ha la Sun Share Tower a Katimamulilo Road, a prop de l'hotel Radisson Blu. La torre de 58 metres d'alçada va ser llançada el 2017 per Sun Share Ltd.
Els monuments i símbols nacionals de Lusaka són el Museu Nacional, edificis governamentals al voltant del CBD, l'estàtua de la Llibertat Africana i un monument a les víctimes de l'accident aeri de l'equip nacional de futbol de Zàmbia de 1993, situat a l’Estadi dels Herois Nacionals.

## Clima
Principalment a causa de la seva gran altitud, Lusaka presenta un clima subtropical humit (Cwa) segons la classificació climàtica de Köppen. El seu mes més fred, juliol, té una temperatura mitjana mensual de 14.9 °C. Lusaka presenta estius calorosos i hiverns frescos, amb condicions fredes restringides principalment a les nits de juny i juliol. El mes més càlid és l'octubre, que registra temperatures altes mitjanes diàries al voltant dels 32 °C. Hi ha tres estacions principals: una temporada de monsons càlid entre novembre i març, un hivern sec entre abril i agost i un estiu calorós al setembre i octubre.

## Demografia
Segons el cens de Zàmbia del 2010, la població de Lusaka era d'1.715.032 habitants, dels quals 838.210 eren homes i 876.822 dones. Això va representar un augment del 58% des del cens del 2000, La població el 2.000 era de 1.084.703 habitants. i la ciutat ha continuat creixent ràpidament amb una població estimada de 2.731.696 el 2020. Encara que històricament l'àrea estava al límit entre el territori dels pobles soli i lenje, la Lusaka moderna no té cap grup ètnic dominant, amb tots els pobles de Zàmbia representats. Això és el resultat de la gran migració de totes les zones del país cap a la ciutat, així com de la política del govern Una Zàmbia, una nació que anima els empleats del govern a treballar a tot el país, independentment de la seva zona d'origen. Tot i que la majoria de la població és africana i d'origen bantu, també hi ha alguns residents no bantús de llarga durada a Lusaka. Això inclou els blancs, molts descendents dels que es van establir al voltant del ferrocarril a l'època colonial i els indis de parla gujarati, el nombre dels quals ha augmentat des de la independència de Zàmbia. Molts d'aquests residents no africans tenen la ciutadania zambiana.

### Idiomes
Com a la resta de Zàmbia, l'anglès és la llengua nacional oficial a Lusaka i s'utilitza a l'educació des del cinquè grau a l'escola, als 11 anys, fins a la universitat. També és l'idioma que utilitzen les grans empreses, la majoria de diaris i mitjans de comunicació, així com el govern. La llengua local parlada a la ciutat fins a finals de la Dècada del 1980 era el nyanja, portat per immigrants de la província oriental. Des de llavors, però, amb l'augment de la migració des de la regió de Copperbelt, hi ha hagut un ús creixent de Bemba entre els residents de la ciutat. La barreja de tres idiomes ha donat lloc a una llengua híbrida a Lusaka coneguda com Town Nyanja. Es basa en nyanja, però incorpora vocabulari de l'anglès i el bemba, així com el Nsenga.

## Llocs de culte

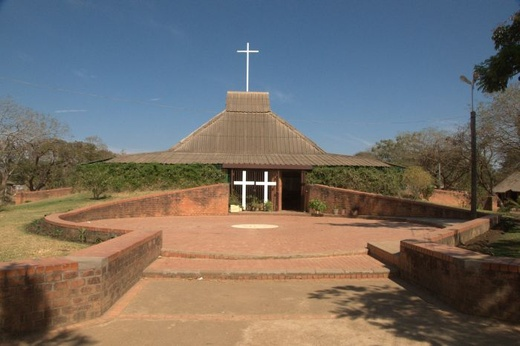
Església catòlica de Lusaka

Entre els llocs de culte, aquests són les esglésies i temples cristians predominants: l’arxidiòcesi catòlica romana de Lusaka (Església catòlica), la catedral del Nen Jesús; la catedral anglicana de la Santa Creu a Cathedral Hill; l’adventista del setè dia (SDA); Església Unida a Zàmbia (Comunió Mundial d'esglésies Reformades); Església Nova Apostòlica; Església Reformada a Zàmbia (Comunió Mundial d'Esglésies Reformades); Baptist Union of Zambia (Aliança Mundial Baptista); i les Assemblees de Déu. Els Testimonis de Jehovà i les esglésies LDS tenen algunes capelles i una base creixent de membres. També hi ha diverses mesquites grans per atendre la comunitat musulmana local.

## Cultura
Les atraccions són el Museu Nacional de Lusaka, el Museu Polític, el Museu de la Comunitat Zintu, l'estàtua de la llibertat, l'Assemblea Nacional de Zàmbia, els recintes de la Societat Agrícola (coneguts pel seu espectacle agrícola anual), la fàbrica de ceràmica de Moore, el teatre Lusaka Playhouse, un cenotafi, Lusaka Golf Club, National Heroes Stadium, Woodlands Stadium, Lusaka Central Sports Club, Kalimba Reptile Park, Mulungushi Conference Centre, Monkey Pools i el zoo, Pazuri i jardins botànics del Munda Wanga Environmental Park.

## Economia
Lusaka és el centre econòmic i financer de Zàmbia, i és la principal porta d'entrada del país a la resta del món i el centre de negocis més gran. Tot i que les xifres del PIB a nivell de districte no es registren a Zàmbia, a nivell provincial la província de Lusaka va tenir el segon producte interior brut més alt de Zàmbia el 2014, aportant el 27,2% de la producció nacional, una xifra molt per sota de la dels rics en recursos. Província de Copperbelt.
En contrast amb el conjunt de Zàmbia, on l'agricultura i la mineria són els principals contribuents, l'economia de Lusaka està dominada pel sector serveis, així com pel comerç a l'engròs i al detall. Les principals àrees d'ocupació de la ciutat són les finances, assegurances, béns arrels, transports, comunicacions, energia, construcció i fabricació. La seu dels bancs de Zàmbia es troba a la ciutat, igual que la Borsa de Valors de Lusaka, que es va posar en marxa el 1993.

### Venda al detall
Lusaka acull els centres comercials més grans i nombrosos del país, com ara Manda Hill, Levy Junction, EastPark, Cosmopolitan i el més petit però conegut centre comercial Arcade. També té centres comercials de nova construcció com el centre comercial Lewanika, el centre comercial Centro, els centres comercials Novare Pinnacle a Woodlands i al llarg de la Great North Road.

## Transport

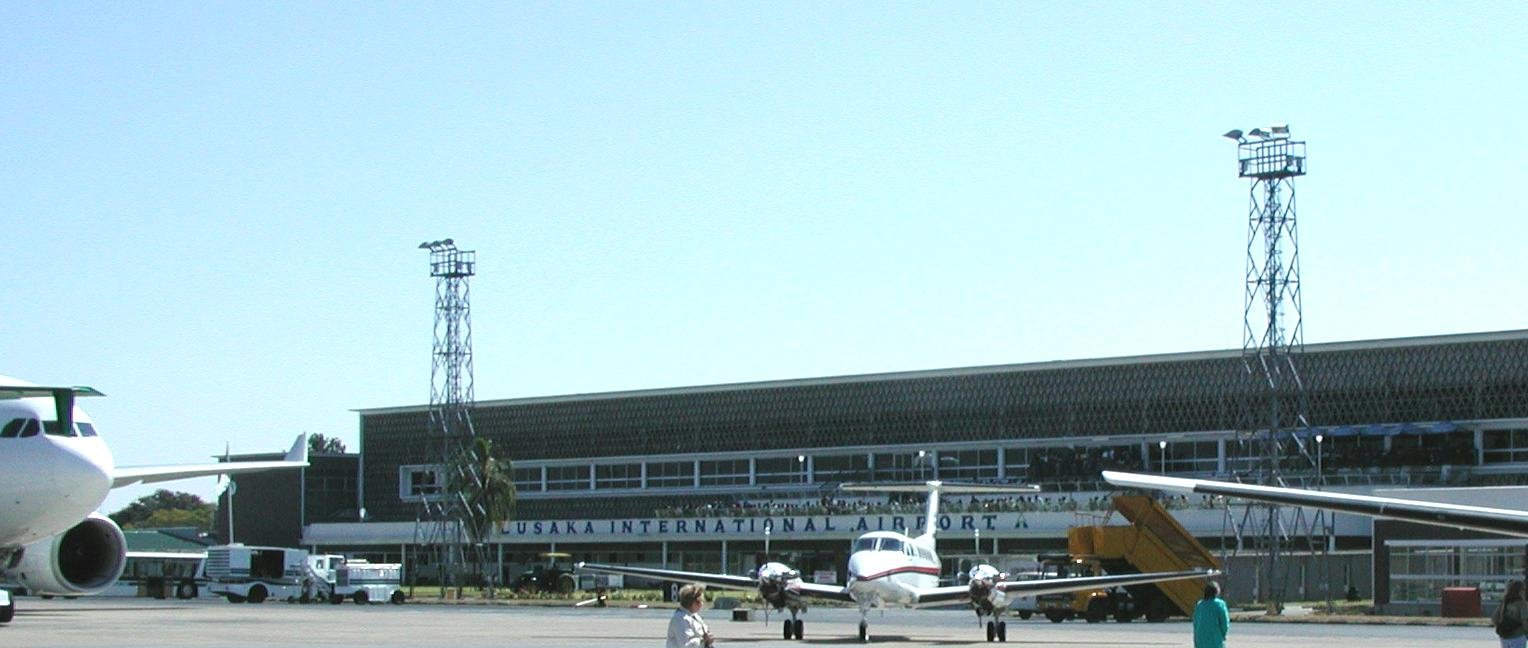
Aeroport internacional Kenneth Kaunda, terminal principal

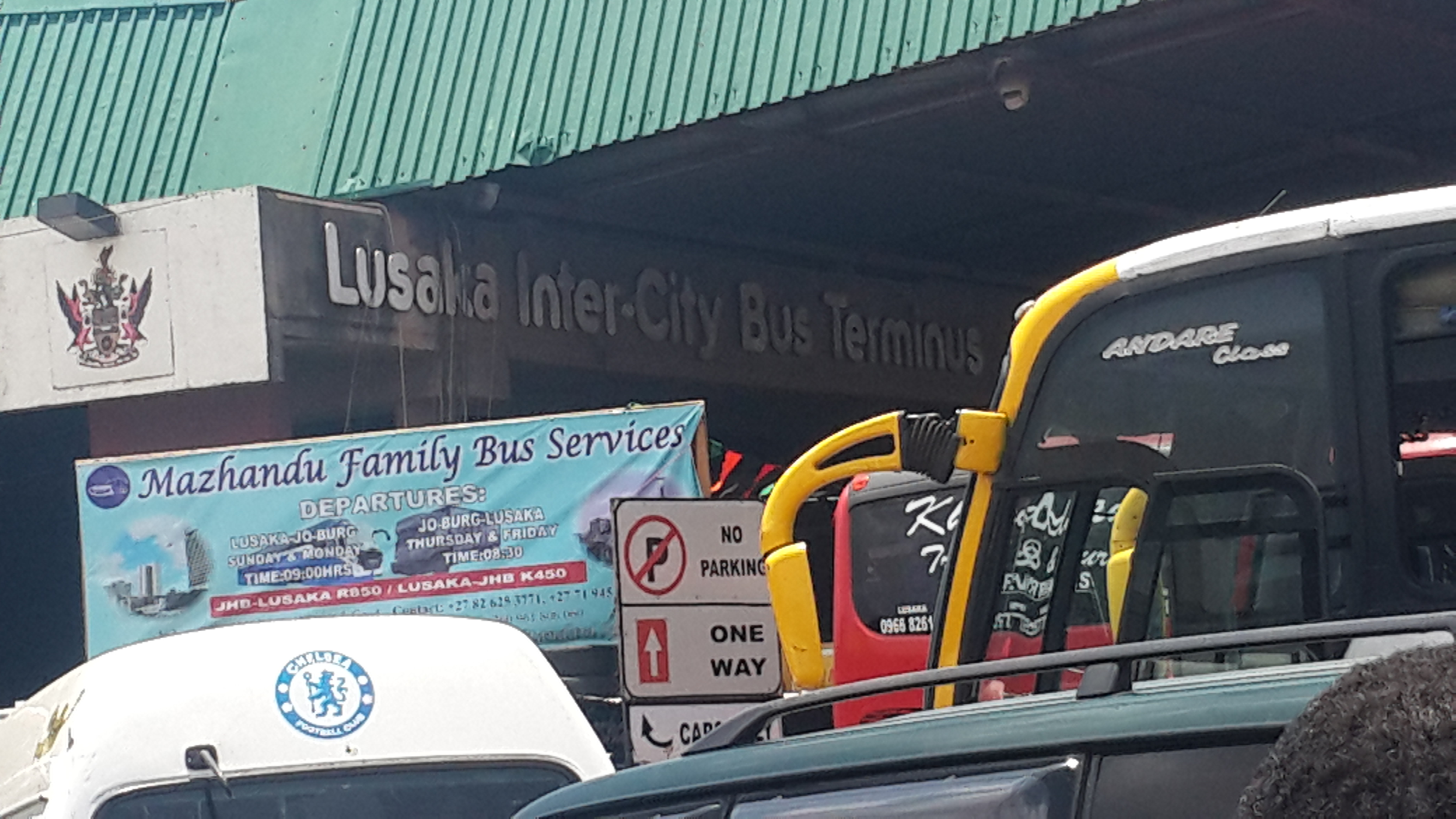
Estació d'autobusos interurbans de Lusaka

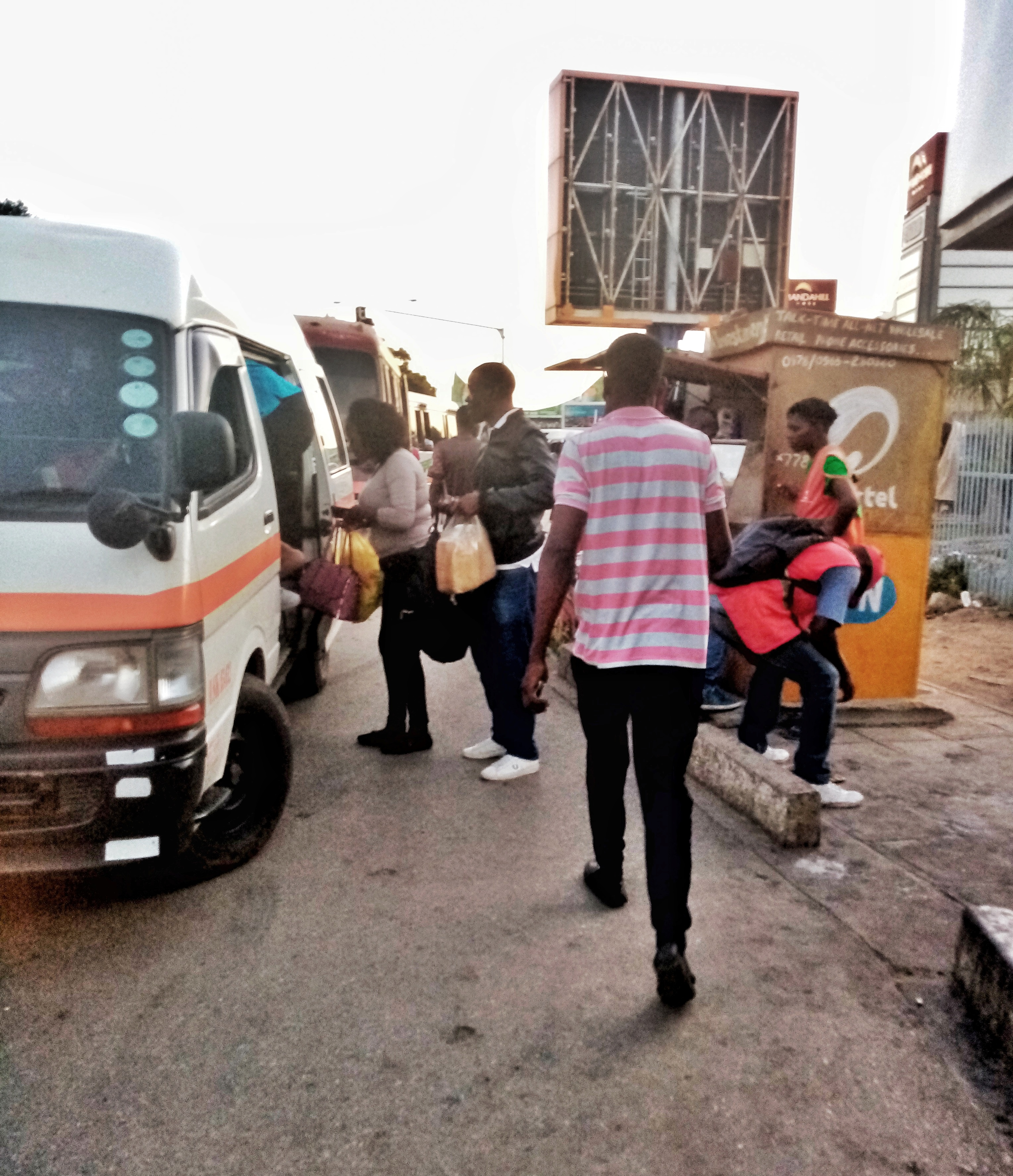
Vianant pujant al minibús a la parada d'autobús local de Lusaka

A Lusaka hi ha l'aeroport internacional Kenneth Kaunda (que s'utilitza tant per a operacions civils com militars). També hi ha l'aeroport de la ciutat de Lusaka, que és utilitzat per la Força Aèria de Zàmbia.
La ciutat està servida per les seccions operatives del ferrocarril del Cap al Caire (Ferrocarrils de Zàmbia), que la connecta amb Kabwe, Ndola, Kitwe i Lubumbashi al nord i Mazabuka, Choma, Livingstone i Bulawayo al sud. L'aeroport internacional està connectat amb la línia de ferrocarril.
La ciutat està travessada per la Trans-African Highway 9 (TAH 9), que la connecta amb les ciutats de Harare i Lubumbashi, i per la Trans-African Highway 4 (TAH 4), que la connecta amb Dodoma i Bulawayo.
El centre de la ciutat de Lusaka es troba a la cruïlla de tres rutes principals, a saber, la Great North Road (T2), la Great East Road (T4) i la Mongu Road (M9). La Great North Road connecta al nord amb Kabwe, Mpika i la república de Tanzània (amb branques que uneixen a Ndola, Kitwe i RD Congo) i al sud amb Choma, Livingstone i la república de Zimbàbue. La Great East Road connecta a l'est amb Chipata i la república de Malawi (amb un ramal que uneix a la república de Moçambic). La carretera de Mongu connecta a l'oest amb Kaoma i Mongu (i possiblement podria fer-se la ruta principal cap a Angola a través de la calçada de la plana inundable de Barotse).
El transport públic intraurbà es proporciona principalment per microbusos, però també inclou autobusos més grans i taxis compartits en rutes fixes. Els vehicles de la majoria de rutes viatgen entre parts específiques de la ciutat i les quatre terminals del districte central de negocis (anomenat ciutat): Kulima Tower, City Market, Millennium i Lumumba. No hi ha un mapa oficial de les rutes de transport públic a Lusaka, però el 2014 es va iniciar una iniciativa per crear un mapa de contingut generat pels usuaris Tots els vehicles de transport públic a Lusaka són operats per operadors privats.
Els serveis d'autobús als barris de Lusaka, el CBD i les ciutats que envolten Lusaka, com ara Siavonga i Chirundu, fan servir l'estació d'autobusos del mercat de la ciutat de Lusaka, la terminal d'autobusos interurbana, l'estació d'autobusos del Millennium i l'estació de la torre Kulima.

## Atenció sanitària
Zàmbia té cinc hospitals terciaris nacionals, dels quals dos es troben a Lusaka. El més gran d'ells és l’Hospital Universitari Docent (UTH), que disposa de 1.655 llits i espai per a 250 nadons. UTH serveix com l'hospital de més alt nivell per a una població d'uns 2 milions de persones, a més de rebre referències d'altres institucions sanitàries d'arreu del país. Serveix com a centre principal de Zàmbia per a la formació de professionals mèdics, inclosos metges i infermeres, aquests últims en una escola d'infermeria especialitzada dins del complex UTH. El segon hospital terciari de Lusaka és el Chainama Hills, que té 210 llits autoritzats i 167 llits de terra no oficials, és l'únic hospital psiquiàtric de Zàmbia. El lloc de Chainama Hills també serveix com a centre de formació per a oficials clínics a Zàmbia.
En total, Lusaka tenia un total de 34 centres de salut gestionats pel govern el 2007, així com 134 gestionats pel sector privat. El govern ha intentat descentralitzar la prestació del Ministeri de Salut i l'assistència sanitària diària de Lusaka la proporcionen l'Equip de Gestió Sanitària del Districte de Lusaka a nivell provincial i l'Equip de Gestió Sanitària del Districte de Lusaka a tota la ciutat. Les prioritats del districte, que el 2007 representava el 90% dels casos de salut de la ciutat, inclouen la malària, la salut reproductiva, la salut infantil, la tuberculosi, la lepra, el VIH i altres malalties de transmissió sexual, la salut ambiental, la salut mental i el subministrament de medicaments. El govern de Zàmbia té un objectiu a llarg termini de proporcionar atenció sanitària universal (UHC) a tots els zambians. A partir del 2017, teòricament, havia aconseguit la prestació de salut primària gratuïta per a tothom, però la disponibilitat sovint era limitada a causa de les limitacions de capacitat. Per fer-ho, el ministeri de salut es va associar amb JICA per a un projecte per prendre les mesures necessàries per aconseguir una UHC genuïna.

## Persones il·lustres
- Dambisa Moyo (1969), economista

## Ciutats agermanades
- Duixanbe, Tadjikistan (des de 1966).
- Los Angeles, Estats Units (des de 1968).
- Cork, Irlanda (des de 1971).
- Izhevsk, Rússia.
- Neuquen, Argentina